# Pilocrocis flagellalis
Pilocrocis flagellalis là một loài bướm đêm trong họ Crambidae.